# Зволењ
Зволењ (пољ. Zwoleń) град је у Пољској у Војводству мазовском. По подацима из 2012. године број становника у месту је био 8211.

## Становништво
| 2012. |
| ----- |
| 8.211 |

## Партнерски градови
- Звољен